# Хару Мамбуру
«Хару Мамбуру» — третий альбом российской группы «Ногу свело!». Альбом был записан в 1992 и издан в 1993 году.

## «Хару Мамбуру»
Запись титульной песни альбома проходила в студии в подмосковном городке Яхрома. По словам Максима Покровского, текст этой песни был получен в результате эксперимента и не является имитацией иностранного языка:
Это всё та же неинтересная история, у которой нет никакой предыстории. Сидел я, сидел на кухне дома у мамочки. Опирался подбородком на свою бас-гитару, потому что, когда она не подключена, только так можно более-менее услышать звук. Вот я услышал, что-то там стал… и «набормотал». Вот так появилась песня «Хару Мамбуру».
 — рассказал Максим Покровский в интернет-передаче «Жизнь замечательных мужчин»
В альбоме Покровский впервые использовал приглашённую духовую секцию, которая впоследствии вошла в группу.
Что касается популярности песни:
— Почему «Хару Мамбуру» стала такой популярной? В чём секрет?

— Это надо спросить людей. Мы делали то, что делали.

— А о чём она? В ней есть какой-то смысл?

— Вот этот вопрос, который вы мне сейчас задаёте много лет спустя после того, как эта песня вышла в свет, этот вопрос всегда мучил тех людей, которые слушали, которые её либо полюбили, либо просто обратили внимание. Сам факт этого вопроса, наверное, и дал возможность группе «Ногу свело!» быть до такой степени сумасшедше популярной и тогда, и, в общем, сейчас её просят и хотят не меньше.
 — сообщил Максим Покровский в украинской передаче «Секреты успеха» в 2013 году.
В 1993 году на песню было снято два видеоклипа, один из них был в духе весёлого средневекового карнавала, а второй был выполнен в психоделическом анимационном стиле и снят режиссёром и аниматором Святославом Ушаковым.

## Список композиций
Релиз к альбому «Хару Мамбуру» гласил: «Тексты песен на английском и немецком языках написаны М. Покровским с помощью Анечки. Тексты на „оригинальном языке“ явились результатом экспериментов <…> и не имеют отношения к имитации иностранных языков».
| №                   | Название                                              | Длительность |
| ------------------- | ----------------------------------------------------- | ------------ |
| 1.                  | «Тарзан»                                              | 2:41         |
| 2.                  | «You Are Big»                                         | 3:30         |
| 3.                  | «Sex With Nobody»                                     | 3:48         |
| 4.                  | «Хару виват!»                                         | 0:23         |
| 5.                  | «Child’s Potty»                                       | 2:30         |
| 6.                  | «Хару Мамбуру»                                        | 3:13         |
| 7.                  | «Свинья»                                              | 3:02         |
| 8.                  | «Super Creature»                                      | 3:16         |
| 9.                  | «Самураи в рисовом поле»                              | 2:33         |
| 10.                 | «Фройлен»                                             | 1:33         |
| 11.                 | «Вместе и навсегда»                                   | 3:00         |
| 12.                 | «Baby»                                                | 3:13         |
| 13.                 | «Demoralization of Love»                              | 3:43         |
| 14.                 | «Голая королева»                                      | 3:39         |
| 15.                 | «Диблопопс»                                           | 1:52         |
| 16.                 | «Рамамба в осеннем парке (Песня, которую любил Хара)» | 1:26         |
| 17.                 | «Баранья опера»                                       | 4:26         |
| 18.                 | «Капризы манекенщиц»                                  | 4:25         |
| 19.                 | «Magic Pencil»                                        | 2:42         |
| 20.                 | «Petting My Pets»                                     | 3:24         |
| 21.                 | «Пляжный рок-н-ролл»                                  | 3:40         |
| 22.                 | «Хару виват!»                                         | 0:20         |
| Общая длительность: | Общая длительность:                                   | 63:57        |

## Участники записи
- Максим Покровский — вокал, бас-гитара, клавишные, работа на подпевках, тексты
- Антон Якомульский — живые и неживые ударные, ксилофон, микширование
- Игорь Лапухин — гитара
- Николай Канищев — духовые
- Аня Сенкевич — помощь с текстами песен на английском и немецком языках, голос («Baby»)

## Награды
- 1993 — Фестиваль «Поколение», гран-при фестиваля;
- 1994 — Национальная премия «Овация», номинация «Открытие года».
- Анимационный клип получил специальный приз жюри MTV.
- Песня была отмечена в телепередаче «ДОстояние РЕспублики» и заняла 10-е место в финале 30 мая 2010 года.